# Bistum Yei
Das römisch-katholische Bistum Yei (lat. Dioecesis Yeiensis) umfasst die Distrikte Nahr Yei und Kajo Keji des südsudanesischen Bundesstaates Central Equatoria., wie auch den Distrikt Mundri des Bundesstaates Western Equatoria.

## Geschichte
Am 21. März 1986 wurde das Bistum Yei gegründet und dem Erzbistum Juba als Suffragan unterstellt.
Es bestehen im Bistum in folgenden Ortschaften Pfarreien:
- Yei (gegründet um 1973)
- Lutaya (gegründet um 1952)
- Lomin-Kadokji (gegründet um 1984)
- Tore (gegründet um 1952)
- Mundri (gegründet um 1960)
- Lasu (gegründet um 1997)
- Ombasi (gegründet um 1997)

## Bischöfe von Yei
- Erkolano Lodu Tombe, 1986–2022
- Alex Lodiong Sakor Eyobo, seit 2022